# جی-۲۰ کراگوج
جی-۲۰ کراگوج (به انگلیسی: Soko_J-20_Kraguj) یک هواگرد از نوع COIN ساخت شرکت SOKO است. هواگرد جی-۲۰ کراگوج نخستین پروازش را در ۲۱ نوامبر ۱۹۶۲ میلادی انجام داد. این هواگرد در سال ۱۹۶۴ میلادی رسماً معرفی گردید و در سال‌های ۱۹۶۸–۱۹۷۷ تولید شده‌است. در مجموع، تعداد ۸۵ فروند از این هواگرد ساخته شده‌است.